# Solda ponto

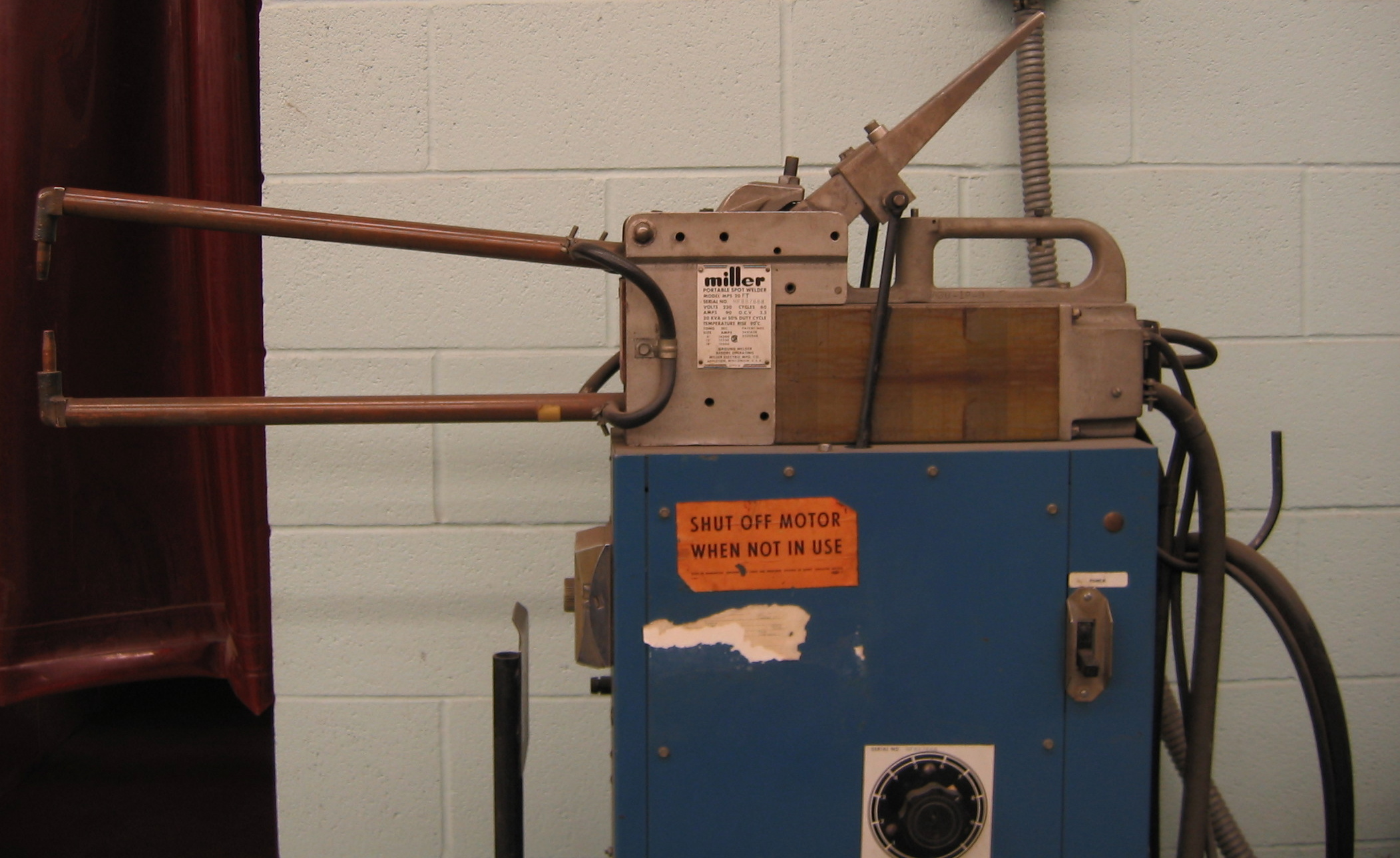
Uma máquina que realiza a solda ponto

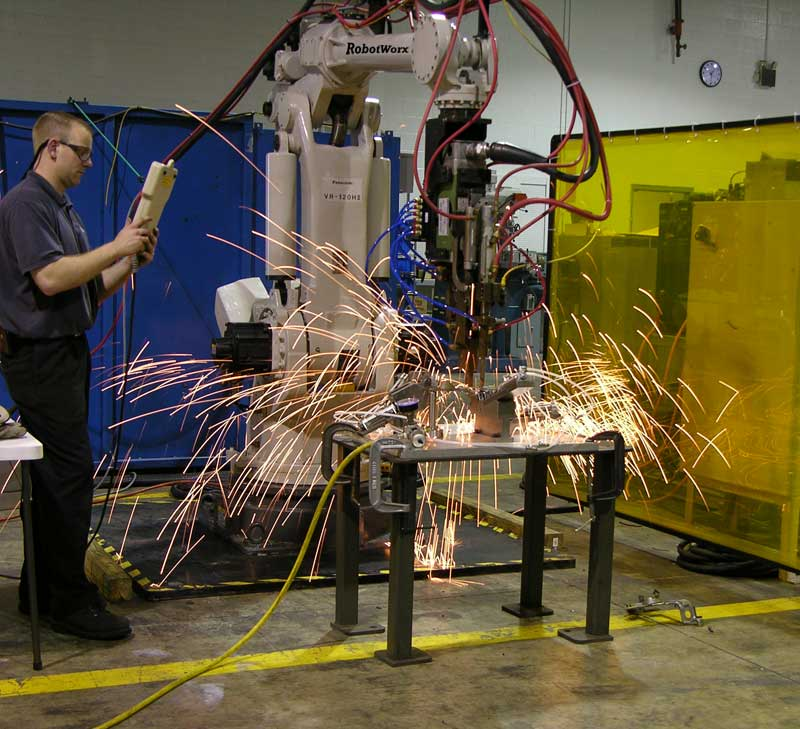
Um robô realizando solda ponto

A solda ponto (RSW, do inglês resistance spot welding) é um processo no qual pontos de contato da superfície do metal são unidos pelo calor obtido a partir da aplicação de uma corrente elétrica. É um subconjunto de solda por resistência elétrica.
As peças de trabalho são encaixadas entre os eletrodos, que exercem pressão. Normalmente, as chapas de aço tem entre 0,5mm a 3mm de espessura. O processo utiliza dois eletrodos feitos de cobre ligado que concentram corrente em um pequeno "ponto" e, simultaneamente, prendem as chapas juntas. Atravessar o ponto com uma grande corrente vai derreter o metal e formar a solda. A característica atrativa da solda ponto é que uma grande quantidade de energia pode ser concentrada em um tempo muito curto (cerca de 10 a 100 milissegundos). Isso permite que a soldagem ocorra sem aquecimento excessivo do restante da chapa.
A quantidade de calor (energia) entregue no ponto é determinada pela resistência entre os eletrodos e a magnitude e duração da corrente. A quantidade de energia é escolhida para ser compatível com as propriedades do material, a espessura da junta e o tipo de eletrodo. Aplicando-se pouca energia, o metal não irá derreter ou será obtida uma solda de má qualidade. Aplicando-se muita energia, ocorrerá a ejeção de metal fundido, e se obterá um buraco em vez de uma solda. Outra característica da solda ponto é que a energia entregue pode ser controlada para produzir soldas confiáveis.

## História

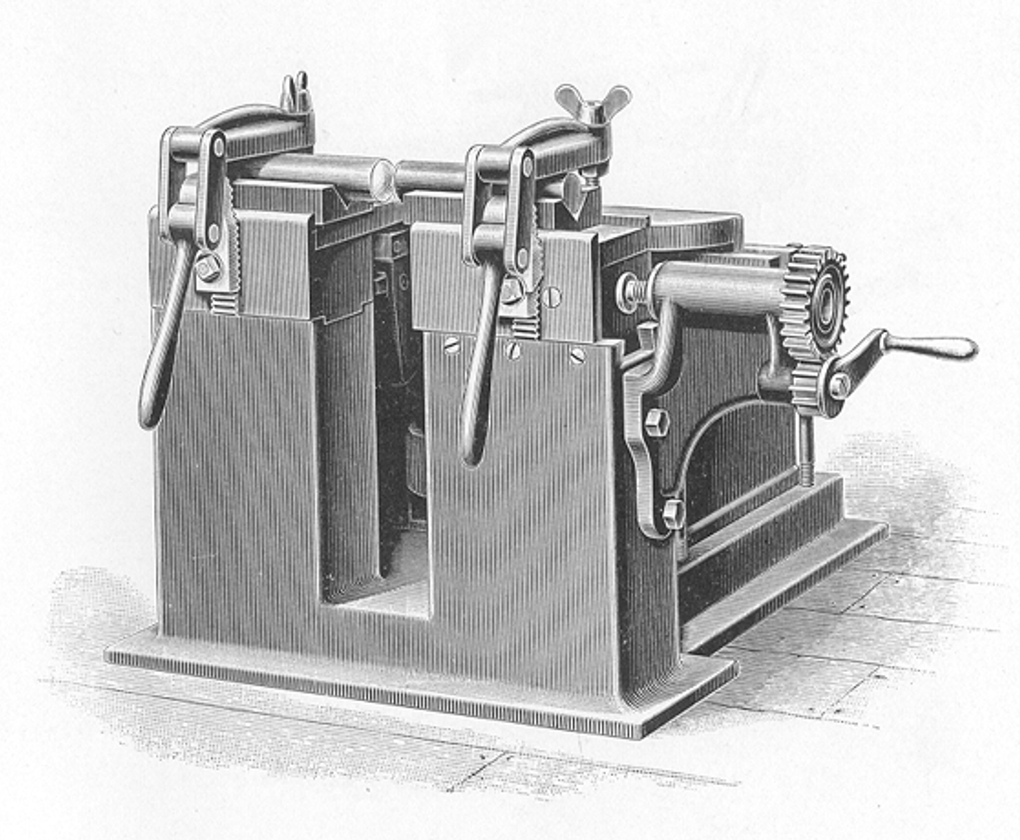
Invenção de Elihu Thomson

Essa técnica foi inventada em 1877 por Elihu Thomson,  e registada em 1886, mas desenvolveu-se só a partir do ano de 1925.

## Aplicações
Solda ponto normalmente é usada durante a soldagem de determinados tipos de chapas de aço e malhas de arame. Quanto mais grossa a chapa, mais difícil se torna o processo, porque o calor flui mais facilmente para dentro do metal. A solda ponto pode ser facilmente identificada em muitos produtos feitos de chapas metálicas, tais como baldes de metal. As ligas de alumínio podem ser soldadas, mas as suas condutividades térmica e elétrica requerem correntes mais elevadas na soldagem. Isso requer transformadores mais potentes e caros.

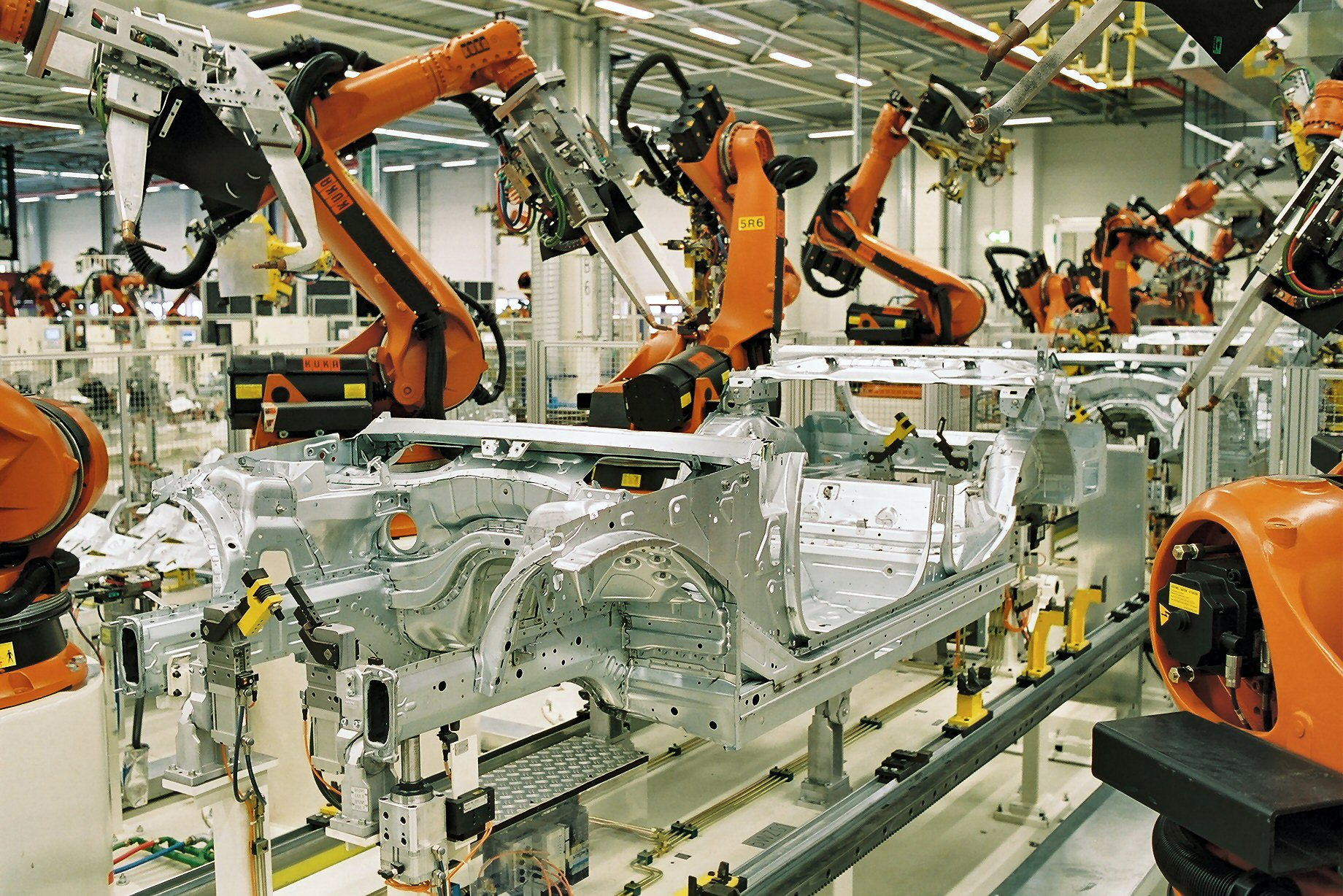
Fábrica da BMW em Leipzig, na Alemanha: Solda Ponto do BMW série 3. KUKA robôs industriais.

Talvez a aplicação mais comum da solda ponto é na indústria automobilística (ou automóvel), onde é usada quase que universalmente para soldar chapas de metal para formar um carro mas também na construção aeronáutica. Os soldadores também podem ser automatizados, e muitos dos robôs industriais encontrados em linhas de montagem são soldadores de ponto (sendo a pintura o outro grande uso destes).
Boas práticas de design devem sempre permitir uma acessibilidade adequada à junta soldada. As superfícies das chapas devem estar livres de contaminantes, tais como óleo e sujeira, para garantir a qualidade da solda. A espessura do metal geralmente não é o fator que irá determinar a qualidade final da solda.

## Controle da qualidade da soldadura
O controle da qualidade da soldadura é em principio destrutivo, destruição da peça se for uma opção barata ou duma amostra (2 pequenos pedaços de chapa com as mesma características que a peça a controlar) no caso contrario. É feito com um  martelo e um ponteiro, a peça bem presa num  torno abrindo entre as duas peças e batendo numa delas até que a mais fraca se recortar duma forma cilíndrica a volta do ponto de soldadura. É o diâmetro efetivo do ponto de soldadura, que nunca deve ser inferior ao diâmetro imposto pela norma em função do diâmetro dos elétrodos e da classe de qualidade do ponto. Se as peças separam-se, sem rutura de metal duma delas, o ponto é dito  “colado” e é recusado. Um controle mais fino pode ser obtido em laboratório numa maquina de tração. Por exemplo, para duas chapas de aço de 2 mm e um diâmetro de 4 mm para os elétrodos o resultado num ensaio de tração deve dar, no mínimo, um valor de 500 daN, como óbvio para um diâmetro de elétrodos superior, de 6 mm o valor aumenta para os 700 daN. Outra opção é o controle não destrutivo por ultra-sons dito ecografia ou ultrassonografia.

## Principio da soldagem por resistência por pontos

No caso mais clássico da soldagem de duas chapas (essas chapas podem ser de  de aço, aço galvanizado ou de alumínio, cobre fino, latão, zinco, ouro, prata, chumbo….e de espessura diferente). As duas chapas são colocadas uma sobre a outra e apertadas pela maquina de soldagem entre os elétrodos, em antes que uma forte corrente elétrica as atravesse, criando um núcleo de aço em fusão entre as duas chapas. Depois dum breve instante, que permite o arrefecimento desse núcleo as chapas são libertadas e unidas definitivamente por um ponto de soldadura. Como podemos ver, a soldadura é feita por si próprio sem nenhum metal exterior, por isso esse modo de soldagem é dito autogéneo. É feito sobre pressão e as chapas são aquecidas por uma forte corrente elétrica. A lei na base desse fenómeno é a lei de Joule:  W=RI² t Produção de calor W em Joule, resistência elétrica R em Ohms, intensidade da corrente I em Amperes e tempo t em secundo. A fusão tem lugar entre as duas chapas porque é o ponto que apresenta mais resistência elétrica.

## Processamento

Ciclo de soldagem com t1:Tempo de aperto; t2:Tempo de soldagem; t3:Tempo de retenção ou de forjagem + tempo de abertura

A solda ponto envolve três fases, a primeira das quais envolve trazer os eletrodos para a superfície do metal e aplicar uma  pressão (tempo de aperto). A corrente é então aplicada nos eletrodos por um breve período (tempo de soldagem), após o qual a corrente é removida, mas os eletrodos permanecem no local enquanto o material esfria (tempo de retenção). O tempo de soldagem dura entre 0,01 a 0,63 segundos.
Os materiais a serem soldados devem conduzir eletricidade. A largura das peças é limitada pelo braço do aparelho e normalmente varia entre 13 e 130 centímetros. A espessura da peça pode variar de 0,2 a 32 milímetros.

## Equipamento
- Transformador de soldagem.
- Painel de dois tiristores  para a regulação da corrente de soldagem .
- Autómato de soldagem (autómato especifico que regula a intensidade da corrente de soldagem como os tempos do ciclo, avisa da mudança dos elétrodos...)
- Circuito elétrico de soldagem em cobre.
- Circuito pneumático (cilindro, detendor, filtro, EV..)
- Circuito de arrefecimento por agua do transformador, dos tiristors, e do circuito em cobre de soldagem.

## Parâmetros de soldagem
- A força de compressão (F) em Newton N ou daN (convertível em pressão do circuito pneumático em bar duma determinada máquina  em função dum gráfico): É a força aplicada pelo cilindro, entre os elétrodos, que induz o valor da resistência do contacto elétrico entre as duas chapas, e a qualidade da soldadura. Demasiada fraca, a um risco de ter muitas projeções de metal em fusão, demasiada  forte a qualidade da soldadura pode ficar prejudicada. Essa força é medida por um aparelho especifico chamado U de esforço que deve ser anualmente controlado por uma empresa certificada.

- O tempo de aperto em períodos da rede elétrica : É um tempo mecânico especifico a cada máquina e a distancia de abertura entre os elétrodos (essa deve ser mínima sem estorvar o funcionário, no caso de pequenas peças chatas de 2 a 3 cm). É o tempo do  fecho da maquina e da subida em pressão do cilindro, até atingir a pressão certa (antigas maquinas funcionando ainda sem controlo de pressão). É essa temporização que autoriza a soldagem a não ser que a maquina seja equipada com um controlador de pressão ou melhor com uma electro-válvula regulada.

Esse tempo é contado, como todos os outros, em períodos elétricos(~): aqui para uma rede de frequência (f) de 50 Hertz, t em segundos =1/f
então t= 1/50 de s seja  20 ms. Por exemplo, um tempo de aperto de 10 períodos (~) (seja 10 vezes 20 ms) é de 200 ms. 
Um tempo muito curto pode danificar o material (na falta de um controlador de pressão), um tempo demasiado cumprido prejudica a produtividade.
Nota: Em muitas maquinas esse tempo é dividido em primeiro acostagem e acostagem (para fazer vários pontos seguidos), no entanto os tempos são adicionados, por isso é como se fosse só um.
- O tempo de soldagem  em períodos da rede elétrica: É o tempo de passagem da corrente elétrica, demasiado curto a soldadura não é boa, comprido demais o ponto pode ficar queimado ou mesmo furado.

- A intensidade  de soldagem (I) em kA: É a intensidade da corrente de soldagem em quilo-Amperes (kA). Ela é regulada pelo autómato de soldagem,  que abre mais ou menos os  tiristores pela ação da corrente de comando. Muito baixa a soldadura não fica boa, muita forte o ponto é queimado ou furado. Atenção na afinação, I é o quadrado (ver equação de Joule).

- O tempo de retenção (ou de forjagem em algumas máquinas): É o tempo dado para o arrefecimento do núcleo em fusão, a corrente elétrica já não passa, no entanto a máquina mantenha-se fechada e em pressão. Esse tempo é chamado de forjagem em algumas maquinas que permitem obter uma força de compressão maior durante este tempo. Se esse tempo for demasiado curto, no limite as peças podem não ficar soldadas. Demasiado longo, penaliza a produtividade.

Ordem de grandeza dos parâmetros (soldagem de duas chapas de aço de 1 mm com elétrodos de 6 mm de diâmetro): F = 270 daN, I = 10 kA, tempo de soldagem = 10 ~ (períodos), tempo de aperto variável por cada máquina, tempo de retenção = 10  ~.
Nota: para melhorar a qualidade duma soldadura devemos em primeiro aumentar I em função das capacidades da máquina, ou então aumentar o tempo de soldagem com uma perda de produtividade, ou enfim diminuir  a força de soldagem no limite possível pelo controlo das projeções.

## Efeitos
O processo de soldagem ponto tende a endurecer o material, fazendo com que a chapa fique empenada. Isso reduz a resistência à fadiga do material e pode provocar uma têmpera localizada. Os efeitos físicos da solda ponto incluem trincas internas, trincas superficiais e uma má aparência. As propriedades químicas afetadas incluem a resistência interna do metal e suas propriedades corrosivas.

### Caso de vários pontos soldados ao mesmo tempo na mesma máquina

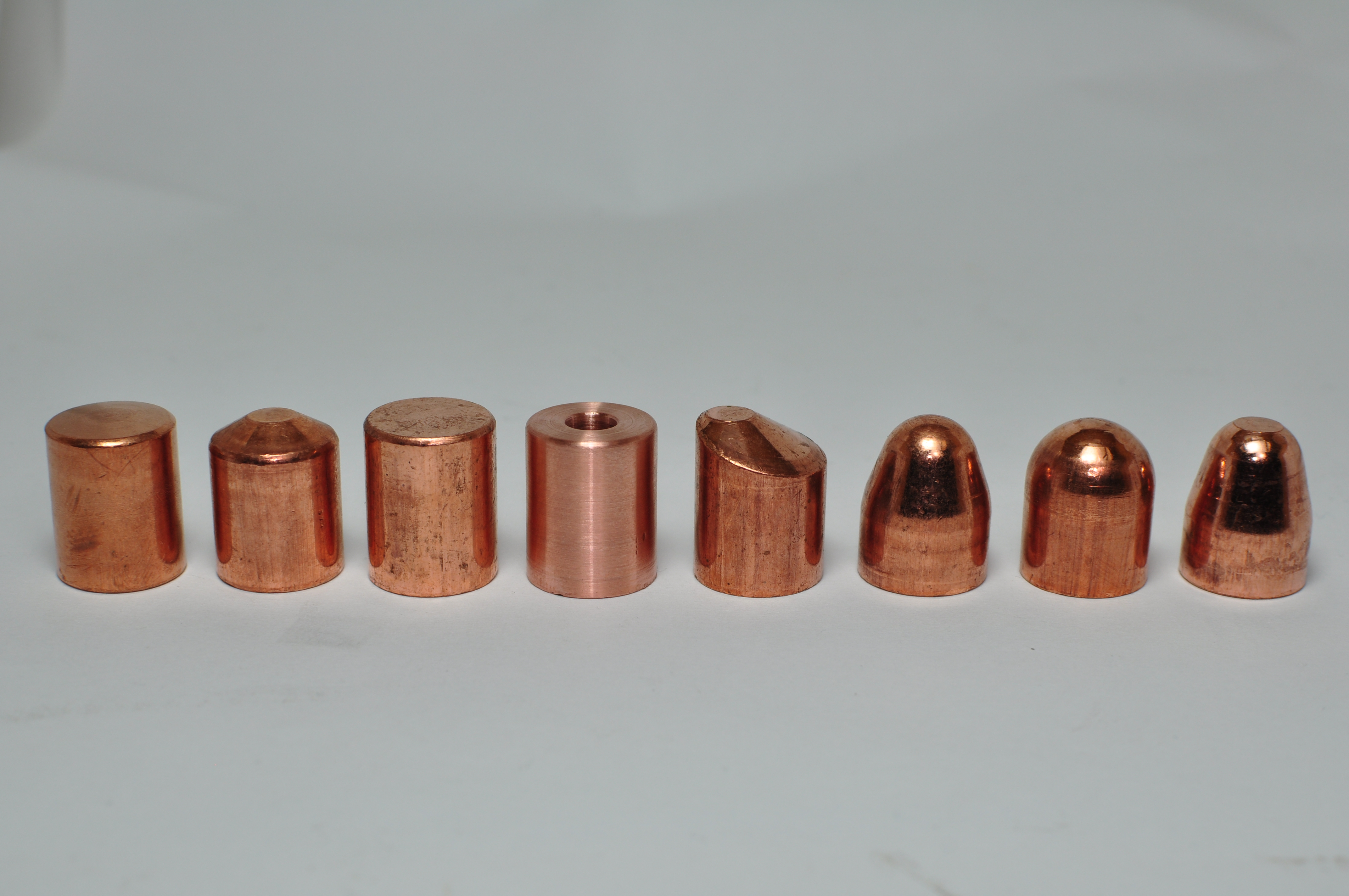
Vários tipos de elétrodos

## Solda projeção

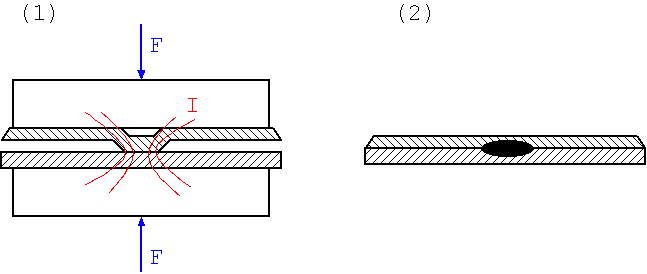

## Segurança
